# 石家庄市第四十中学
石家庄市第四十中学，是一所河北省重点中学，创建于1974年7月。
位于河北省石家庄市裕华区建设南大街 69 号，曾获全国文明单位称号。